# Kostenec (gmina)
Kostenec (bułg. Община Костенец) – gmina w zachodniej Bułgarii, w obwodzie sofijskim.

## Miejscowości
Lista miejscowości gminy Kostenec:
- Dołna Wasilica (bułg.: Долна Василица),
- Gołak (bułg.: Голак),
- Gorna Wasilica (bułg.: Горна Василица),
- Kostenec, miasto (bułg.: Костенец) − siedziba gminy,
- Kostenec, wieś (bułg.: Костенец),
- Momin prochod (bułg.: Момин проход),
- Oczusza (bułg.: Очуша),
- Pczelin (bułg.: Пчелин),
- Podgorie (bułg.: Подгорие).